# Monument als castellers (Tarragona)
|  | Per a altres significats, vegeu «Monument als castellers». |

El Monument als castellers és un monument dedicat als castellers obra de l'escultor català Francesc Anglès i Garcia. Està situat a la Rambla Nova de Tarragona i representa un 4 de 8 a mida natural. Fou inaugurat el 29 de maig del 1999.
El Monument als castellers és una escultura que representa un castell figuratiu en el moment en què és carregat i l'enxaneta fa l'aleta. Es tracta d'un 4 de 8 d'onze metres d'alçada fet a mida natural. Està fet de bronze i pesa dotze tones.
El conjunt de l'escena està format per 222 persones realitzades amb gran detallisme. D'aquestes, 219 figures es troben al castell, tant a la pinya —on es reconeixen rostres com els de Pau Casals, Pablo Picasso, Antoni Gaudí, Joan Miró o Joan Antoni Samaranch i diversos personatges de Santa Coloma de Queralt (com l'historiador local Salvador Palau Rafecas "el Galo" o el professor Josep M. Carreras Tarragó) entre d'altres—, al tronc o al pom de dalt. Fora el castell s'hi troba un grup de tres músics a una banda —format per dos grallers i un timbaler— i el cap de colla, que dirigeix el castell, a l'altra.
El model, fet amb escaiola, que es va emprar per a la realització del motllo de la fosa del bronze, va estar exposat durant un temps davant del Castell dels Comtes de Santa Coloma de Queralt, degut al vincle de l'autor amb aquest municipi.